# Unabhängige Wählergemeinschaft Söflingen
| Basisdaten     | Basisdaten             |
| -------------- | ---------------------- |
| Gründungsdatum | 1956                   |
| Gründungsort   | Ulm                    |
| Vorsitzender   | Wolfgang Traub         |
| Stellvertreter | Rainer Baechelen       |
| Schatzmeister  | Michael Lanzinger-Krug |
| Mitglieder     | 120                    |

Die Unabhängige Wählergemeinschaft Söflingen (UWS) ist eine freie Wählergemeinschaft in Ulm in der Rechtsform eines eingetragenen Vereins. Sie wurde 1956 gegründet. Die UWS sieht sich als Interessenvertretung des Ulmer Stadtteils Söflingen und der im Ulmer Westen gelegenen Stadtteile Ermingen, Eggingen und Einsingen. 

## Ergebnisse bei Kommunalwahlen
Bei der Kommunalwahl 2004 erhielt die UWS 7,5 % der Stimmen und zog mit drei Stadträten in den Ulmer Gemeinderat ein. Bei der Kommunalwahl 2009 konnte sie diese drei Sitze mit 7,6 % der Stimmen verteidigen.
Der Stimmenanteil der UWS blieb bei der Kommunalwahl 2014 konstant bei 7,6 %. Bei der Kommunalwahl 2019 verzeichnete die UWS einen Rückgang auf 6,8 % der Stimmen. In der Kommunalwahl am 9. Juni 2024 erreichte die UWS 7,3 % und stellt weiterhin drei Stadträte im Gemeinderat.
Die Vertreter der UWS gehören der 9 Sitze umfassenden FWG-Fraktion im Ulmer Gemeinderat an, zu der auch die Stadträte der Freien Wählergemeinschaft Ulm (FWG), der Wiblinger Wählergemeinschaft (WWG) und der Ulmer-Vorort-Liste Jungingen - Lehr - Mähringen (UVL) zählen.